# Menuet voor viool en piano
Het Menuet voor viool en piano is een compositie van Knudåge Riisager.
Het Menuet in Tempo di minuetto is een van de circa twintig werkjes die Riisager componeerde in zijn beginperiode, maar waarvan het merendeel door de componist werd vernietigd. Dacapo meldde alleen nog dat het werk past binnen de romantische stroming, maar dat humor en lichtvoetigheid, tekenend voor Riisagers latere werk, hier ook aanwezig zijn. 